# Jämtgaveln
Jämtgaveln este o arie protejată (arie specială de conservare — SAC, sit de importanță comunitară — SCI, arie de protecție specială avifaunistică — SPA) din Suedia întinsă pe o suprafață de 3.064,9 ha, integral pe uscat.

## Localizare
Centrul sitului Jämtgaveln este situat la coordonatele 62°40′33″N 15°53′39″E / 62.6759°N 15.8943°E.

## Înființare
Situl Jämtgaveln a fost declarat sit de importanță comunitară în decembrie 1995 pentru a proteja 20 de specii de animale. Alte tipuri de protecție:
- arie de protecție specială avifaunistică (în decembrie 1996)[2]
- arie specială de conservare (în martie 2011)[1][3][4]

## Biodiversitate
Situată în ecoregiunea boreală, aria protejată conține 9 habitate naturale: Cursuri de apă de la nivel de câmpie la nivel montan, cu vegetație Ranunculion fluitantis și Callitricho-Batrachion, Lacuri și iazuri distrofice naturale, Păduri caducifoliate de mlaștină fino-scandinave, Turbării Aapa, Păduri fino-scandinave bogate în ierburi cu Picea abies, Mlaștini alcaline, Mlaștini împădurite, Mlaștini turboase de tranziție și turbării mișcătoare, Taiga vestică.
La baza desemnării sitului se află mai multe specii protejate:
- păsări (16): minunița (Aegolius funereus), cocoșul de mesteacăn (Bonasa bonasia), lebădă de iarnă (Cygnus cygnus), ciocănitoare neagră (Dryocopus martius), cufundar polar (Gavia arctica), ciuvică (Glaucidium passerinum), cocor (Grus grus), vultur pescar (Pandion haliaetus), viespar (Pernis apivorus), ciocănitoare de munte (Picoides tridactylus), ciocănitoare verzuie (Picus canus), chiră de baltă (Sterna hirundo), huhurezul mic (Strix uralensis), cocoșul de mesteacăn (Tetrao tetrix tetrix),  cocoș de munte (Tetrao urogallus), fluierar de mlaștină (Tringa glareola)
- mamifere (1): râs eurasiatic (Lynx lynx)
- nevertebrate (3): Margaritifera margaritifera, Stephanopachys linearis, Stephanopachys substriatus